# Кохання серед руїн
«Кохання серед руїн: пригоди поганого католика за часів, близькі до кінця світу» (англ. Love in the Ruins: The Adventures of a Bad Catholic at a Time Near the End of the World) — науково-фантастичний постапокаліптичний роман американського письменника Вокера Персі, виданий 1971 року. 

## Сюжет
Головний герой роману, доктор Томас Мор, тезка та нащадок сера Томаса Мора (автор «Утопії»), працює психіатром у маленькому містечку під назвою Рай в Луїзіані.
З часом у США поступово збільшувалася фрагментованість між лівими та правими, чорно-білими, оскільки соціальні тенденції 1960-х доходять до своїх логічних крайнощів. Суспільство починає розпадатися по швах, і ніхто, крім Мора, здається, не помічає цього, і, здається, ніхто, включаючи нього, особливо не турбується. Мор, непослідовний католик, алкоголік і бабій, винайшов пристрій, який він назвав Онтологічним лапсометром, який може діагностувати та лікувати шкідливі психічні стани в основі повільного розпаду суспільства. Однак у чужих руках пристрій може також посилити проблеми, і представник уряду, маючи намір отримати Нобелівську премію, прагне застосувати його для власних потреб, тоді як більшість намагається запобігти катастрофі.

## Головні теми
Роман досліджує та сатиризує багато аспектів американського суспільства, включаючи релігію, сексуальність, медичну та наукову етику та расові стосунки. Як і в багатьох інших роботах Персі, серед них «Кіноглядач», «Друге пришестя» та «Останній джентльмен», головний герой роману страждає від відчуження та екзистенціальних сумнівів. Але відірваність головних героїв від себе дозволяє отримати світліший тон і часто комічну дистанцію від світу. Гіперфрагментована спільнота доктора Мора дає змогу робити комічні карикатури, одночасно замислюючись про коріння проблем суспільства.